# Las Nuevas Esperanzas
Las Nuevas Esperanzas är en ort i Mexiko.   Den ligger i kommunen Cárdenas och delstaten Tabasco, i den sydöstra delen av landet, 600 km öster om huvudstaden Mexico City. Las Nuevas Esperanzas ligger 15 meter över havet och antalet invånare är 468.
Terrängen runt Las Nuevas Esperanzas är mycket platt. Runt Las Nuevas Esperanzas är det ganska glesbefolkat, med 47 invånare per kvadratkilometer. Närmaste större samhälle är Cárdenas, 19,8 km öster om Las Nuevas Esperanzas. Trakten runt Las Nuevas Esperanzas består till största delen av jordbruksmark.